# Карамоко Альфа
Карамоко Альфа (бл. 1700 — бл. 1751) — засновник імамату Фута-Джаллон, 1-й альмамі в 1728—1751 роках. Відомий також як Альфа Ібрагім I. Не слід плутати з Альфою Мамаду Челлу, якого також звали Карамокою Альфою, який був уламою (правителем) Лабе.

## Життєпис
Походив з роду Каліду. Син Альфа Ба, вождя (улама) фульбе в області Тімбо. Той зазнав впливу торобде (духівництва), яке було прихильником джихад шейха Насир ад-Діна, який вдерся до імперії Фута-Торо. Після його поразки 1677 року ці торобде втекли на південь імперії — до регіону Фута-Джаллон. Альфа Ба підтримав їх ідеї, сподіваючись створити державу скотарів-фульбе, що протистояли землеробам-мандінка.
Народився близько 1700 року, отримавши ім'я Ібрагім Муса Самбегу. Спочатку навчався Корану у свого стрийка в Сомбалі. З 12 років навчався у відомого вчителя Т'єрно Самби. Тут затоваришував з Мака Джибою, майбутнім альмамі держави Бунду.
1725 року Альфа Ба об'єднав мусульманські племена фульбе, збираючись почати джихад проти сусідніх поганських племен та імперії Фута-Торо. Після раптової смерті батька 1726 році очолив рух, почавши джихад після зборів 9 улам фульбе біля священного струмка Тімбо.
Після перших успіхів війна. Насамперед перемоги біля Талансану 1726 року, тривала доволі довго. Ібрагіма Мусу було обрано альмамі імамату Фута-Джаллон (в цьому йому допоміг Альфа Мамаду Челла, улама Лабе). При цьому він змінив ім'я на Карамоко Альфа. Лише завдяки розпаду ворожого союзу дьялонке, що частково перейшов на бік Карамоко (на чолі із Айною Єллою, мансою солімана), а частково мігрував на південь, вдалося переламати ситуацію, здобути перемогу та зміцнити державу.
Під час війни розділив державу на 9 провінцій (діве або дівале), що відповідали плем'яним групам фульбе на чолі із уламами. Втім світську владу фактично в діве тімбо, а над іншими релігійну. Фактично це була ще конфедерація діве при загальному авторитеті альмамі. Столицею стало місто Тімбо, а рада улам засідала в Фугумбі.
З часом все більше просувати аскетичні правила в усі сфери життя. Було впроваджено закят на усіх власників землі. Його надмірність позначилося на психічному здоров'ї. 1748 року був фактично відсторонений від владу, яку перебрав його стриєчний брат Ібрагім Сорі. Помер Карамоко Альфа близько 1751 року, після чого Ібрагім Сорі офіційно став альмамі.